# Moon Shadow
Moon Shadow è il secondo album del gruppo musicale statunitense Labelle, pubblicato nel 1972 dalla Warner Bros. Records.
| Recensione       | Giudizio |
| ---------------- | -------- |
| AllMusic         | [ 1 ]    |
| Robert Christgau | C        |

## Tracce
Lato A
Testi di Nona Hendryx eccetto dove indicato, musiche di Nona Hendryx eccetto dove indicato.
1. Won't Get Fooled Again – 4:45 (testo: Pete Townshend – musica: Pete Townshend)
2. Sunday's News – 3:30
3. If I Can't Have You – 3:45
4. Ain't It Sad It's All Over – 3:30
5. Peace With Yourself – 2:55 (testo: Sarah Dash)

Lato B
Testi di Nona Hendryx eccetto dove indicato, musiche di Nona Hendryx eccetto dove indicato.
1. Moonshadow – 9:24 (testo: Cat Stevens – musica: Cat Stevens)
2. Touch Me All Over – 3:25
3. I Believe That I've Finally Made It Home – 4:52
4. People Say They're Changing – 3:20 (testo: Margo Lewis)